# HD 3457
HD 3457，又名BD+02 80，SAO 109315、HR 161，是一颗恒星，视星等为6.39，位于銀經116.06，銀緯-59.55，其B1900.0坐标为赤經0h 32m 21.5s，赤緯+2° -59.55′ 12″。